# Église Saint-Pantaléon de Salins
L'église Saint-Pantaléon de Salins est une église du XIIe siècle située à Salins, dans le Cantal.

## Histoire
La totalité de l'église est inscrite au titre des monuments historiques le 10 février 2010.

## Galerie de photos

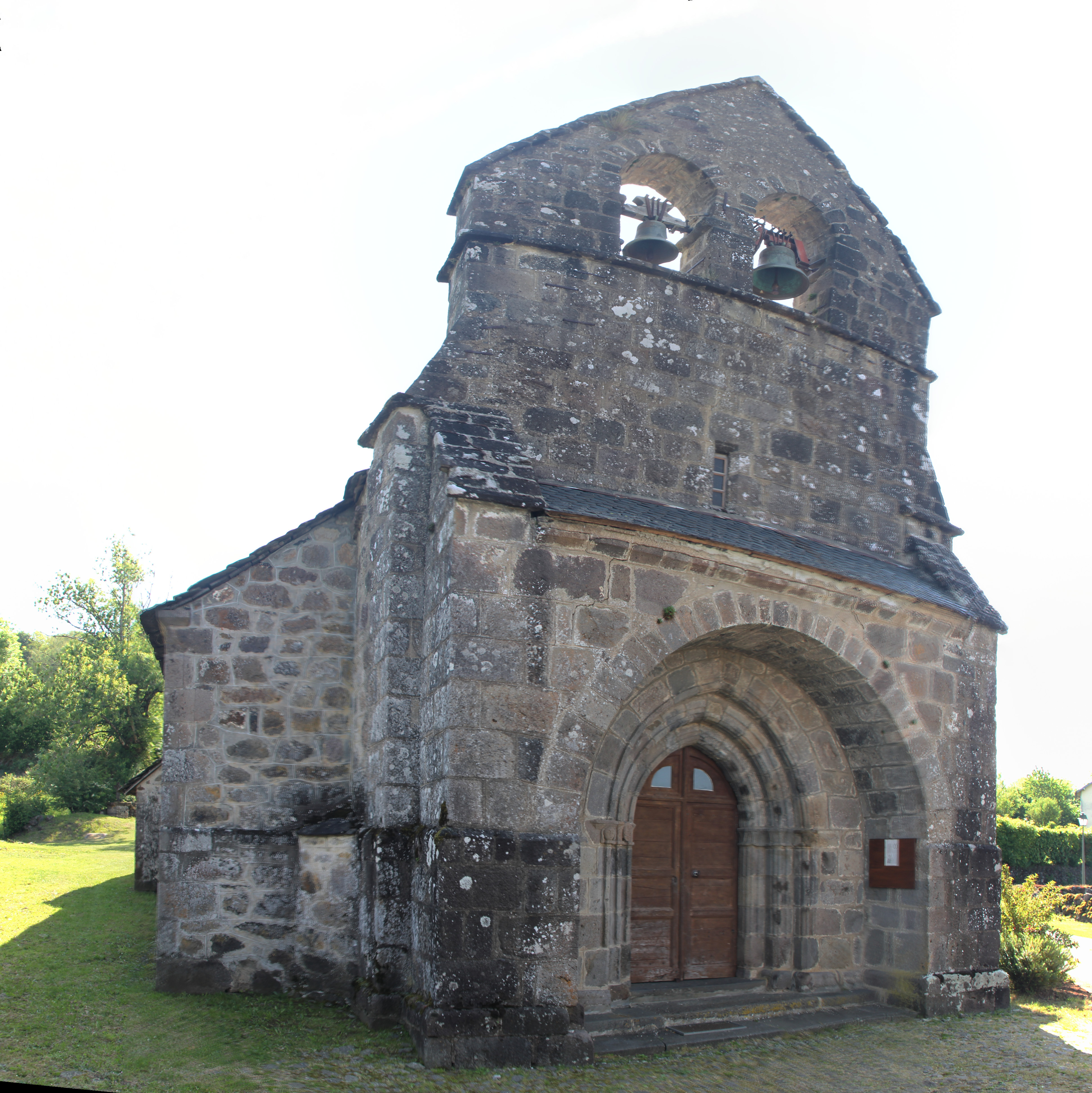
Façade Ouest.